# 新大阪站
新大阪站（日语：／ Shin-ōsaka eki */?）是位於日本大阪府大阪市淀川區西中島五丁目，屬於西日本旅客鐵道（JR西日本）、東海旅客鐵道（JR東海）和大阪市高速電氣軌道（大阪地下鐵）的鐵路車站。該站為東海道新幹線與山陽新幹線的接點站，同時是大阪府內唯一的新幹線車站。

## 概要
由於興建新幹線時的用地取得與技術問題，日本國鐵當初在進行東海道新幹線的修築時並沒有選擇位於大阪市中心的主車站大阪站做為新幹線的停車站，而是另行在大阪站北方約3公里處設置新站，也就是1964年啟用的新大阪站。至於新舊兩站之間的旅運需求，則是由JR京都線及大阪地下鐵的路線負責接駁。
由JR東海、JR西日本所營運的新大阪站JR站區，在2003年時入選成為第4回「近畿車站百選」（近畿の駅百選）中提名的25個車站之一。

## 歷史
- 1964年9月24日：大阪地下鐵御堂筋線梅田－新大阪間通車，御堂筋線新大阪站開業。
- 1964年10月1日：東海道新幹線開業。新幹線、東海道本線新大阪站開業。
- 1970年2月24日：大阪地下鐵御堂筋線新大阪－江坂間開業。
- 1972年3月15日：山陽新幹線新大阪－岡山間開業。
- 1985年3月9日：新幹線20號月台啟用。1－6號線月台改稱為21－26號線月台。
- 1987年4月1日：國鐵分割民營化推行，東海道新幹線與新幹線閘門内區域，由JR東海管轄。山陽新幹線與在來線，及在來線閘門内區域，由JR西日本管轄。
- 1995年
  - 1月17日凌晨5点46分52秒发生兵库县南部地震（阪神淡路大地震）显示车站名称和荧光灯的招牌掉落在新干线站台上，玻璃破碎并散落在车站内。由于损坏，京都站和姬路站（包括本站）之间的新干线列车暂停运行。
  - 1月20日：东海道新干线恢复本站至京都站之间的服务。
  - 4月8日：山阳新干线恢复本站与姬路站之间的服务。受此影响，山阳新干线全线恢复运营。
- 2013年：27號月台啟用。
- 2018年
  - 3月17日：在来線導入車站編號。
  - 6月24日：在來線月台配置號碼由11－18號月台改為3－10號月台。
  - 7月23日：在來線新1、2月台開始使用。上下行特急列車往京都方向改停1號月台, 往關西機場/新宮方向改停3號月台, 2號月台改為本站出發列車使用。
- 2019年3月16日 - 大阪東線本站－放出間開業。
- 2023年3月18日 - 由于大阪东线运行的列车抵达大阪站，因此从该站1号站台到3号站台的进出列车将有所变更。

## 車站構造

### JR西日本、JR東海

#### 在來線
由JR西日本管理的在來線月台在東側與新幹線月台斜交，為5面10線的地面車站。其中第9、10號線月台不設手扶梯，但設有升降機。作為一個新幹線專用的鐵路車站，新大阪站由於新幹線與在來線月台間的距離較遠，並不是非常便於旅客轉乘。
新大阪站原本是沒有第1－10號月台，從第11號月台開始編號，第11－18號月台為在來線，第20－26號月台為新幹線。1985年設立新幹線月台時是稱為第1－6號月台。2018年6月24日起，在來線月台改號為第3－10號月台。第3－4號月台東側的空地為預留大阪東線月台用地 (即現1－2號月台)。除了往來梅田貨物線的特急列車外，亦用作大阪東線的月台。

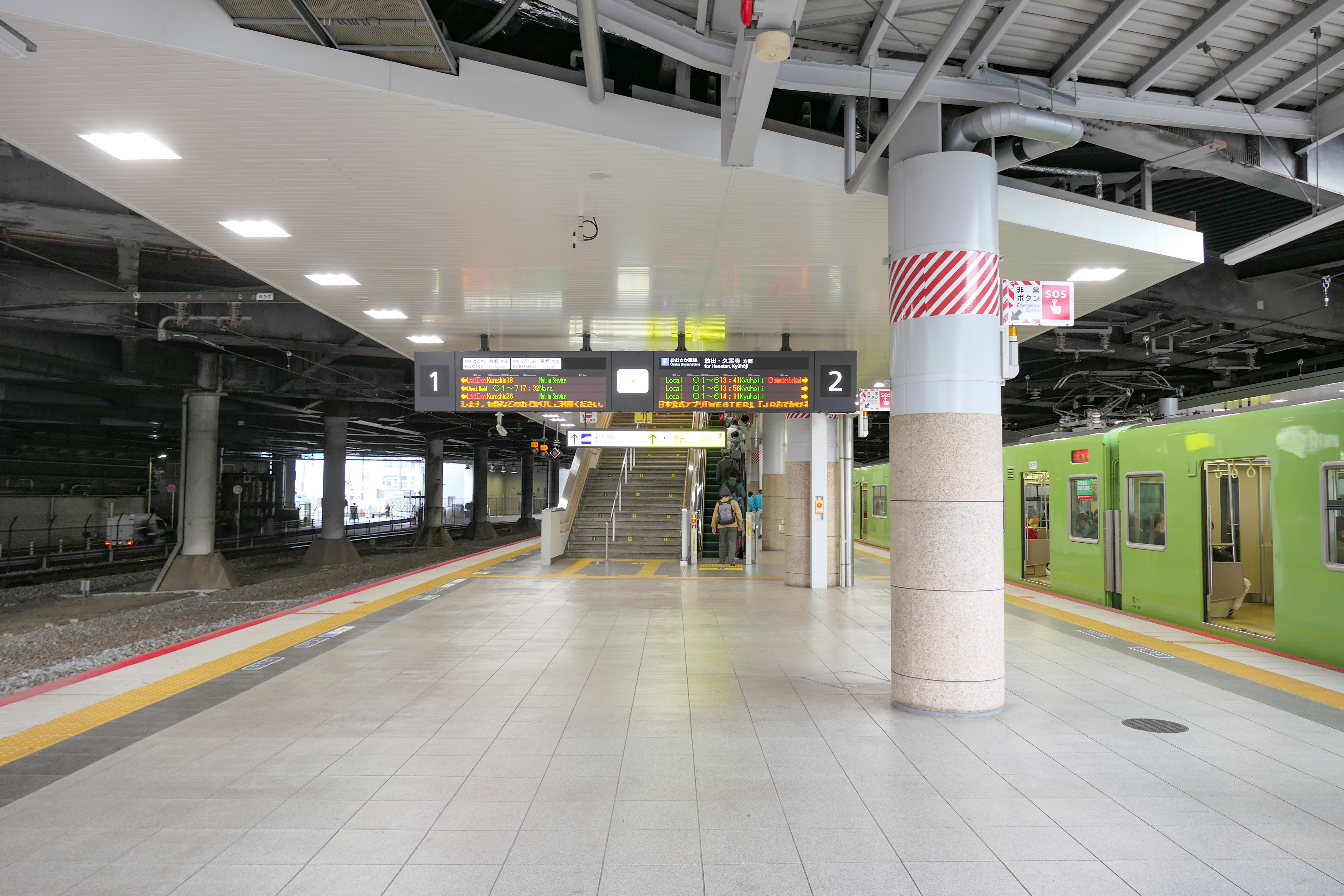
1・2號月台（2021年12月）
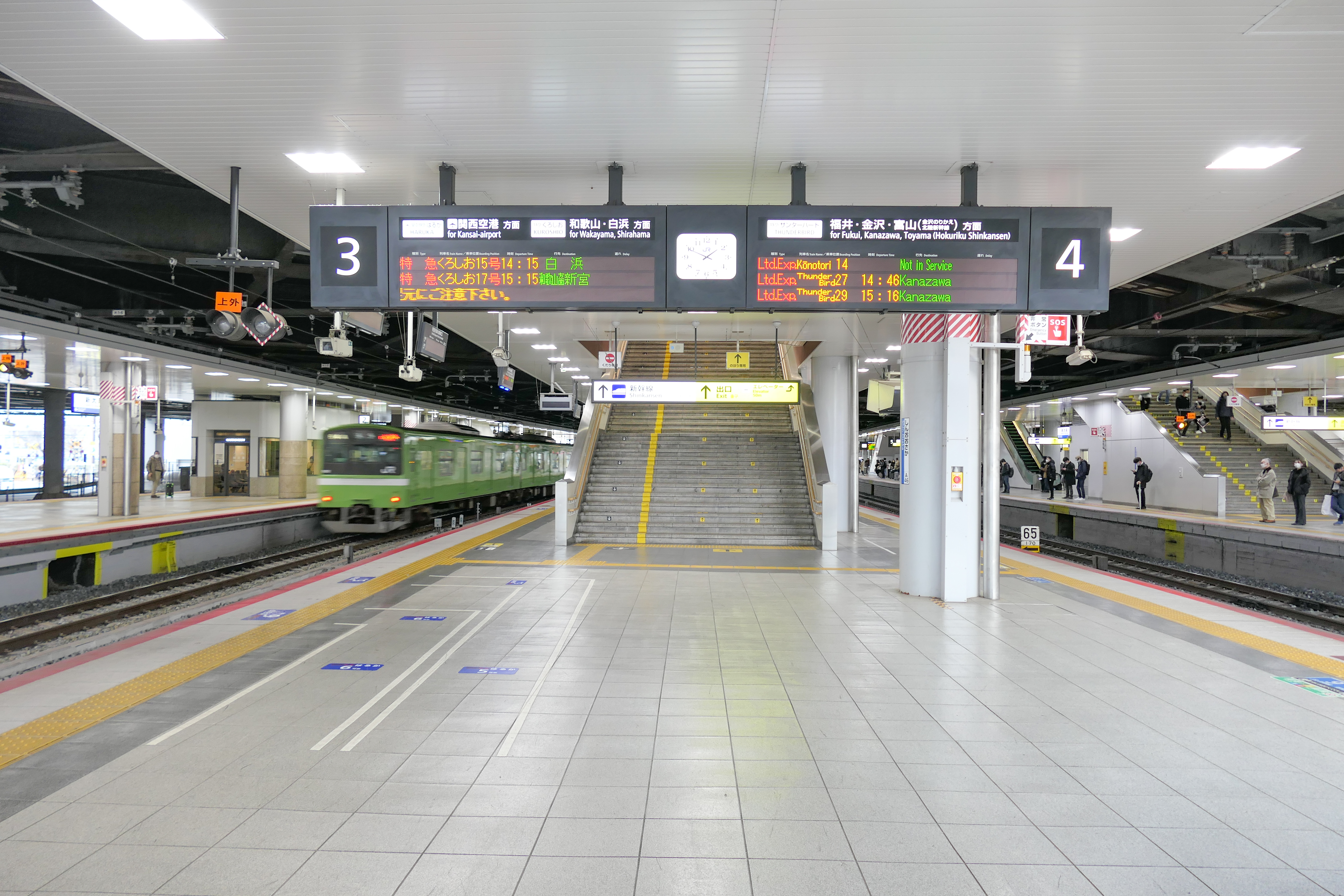
3・4號月台（2021年12月）
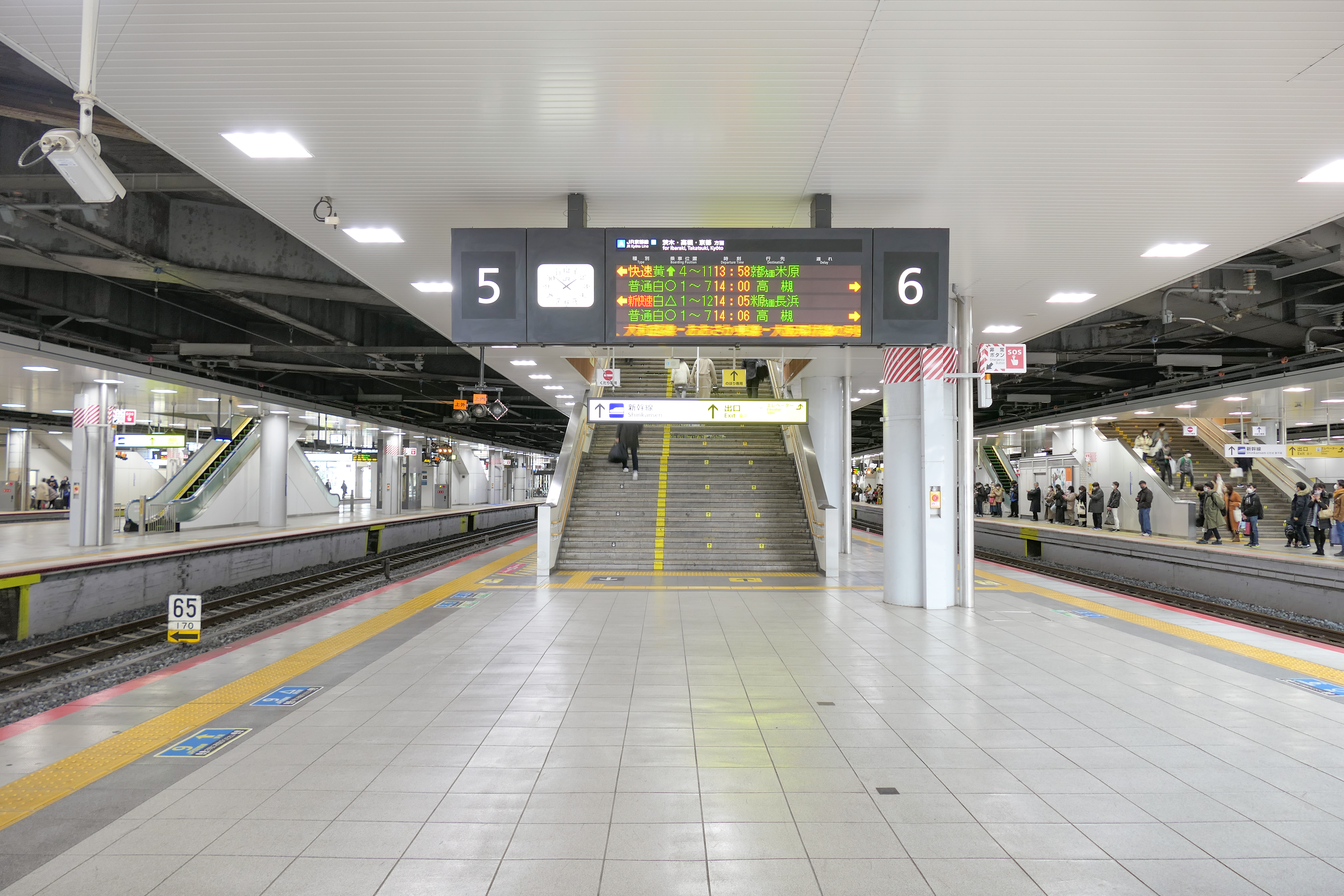
5・6號月台（2021年12月）
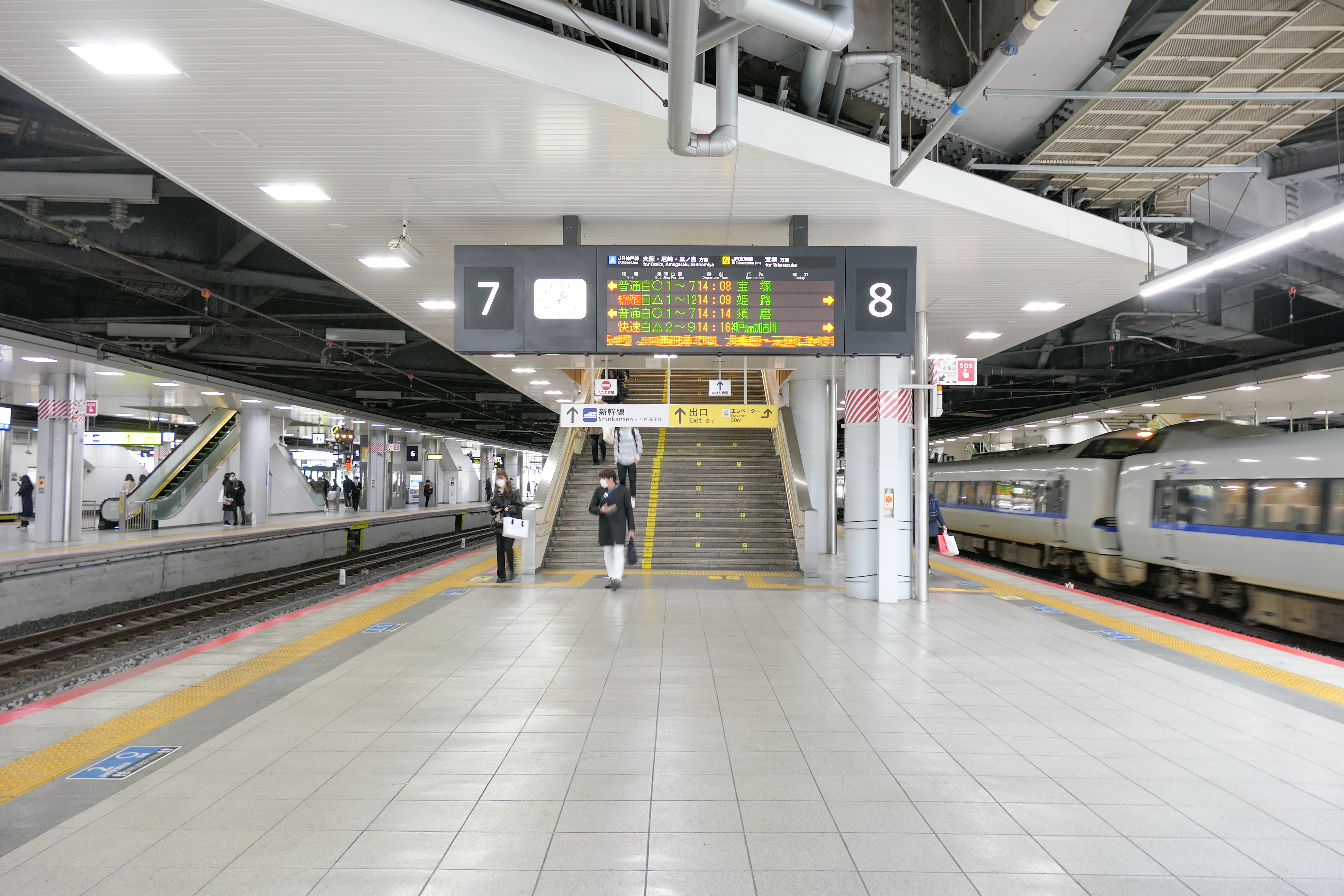
7・8號月台（2021年12月）
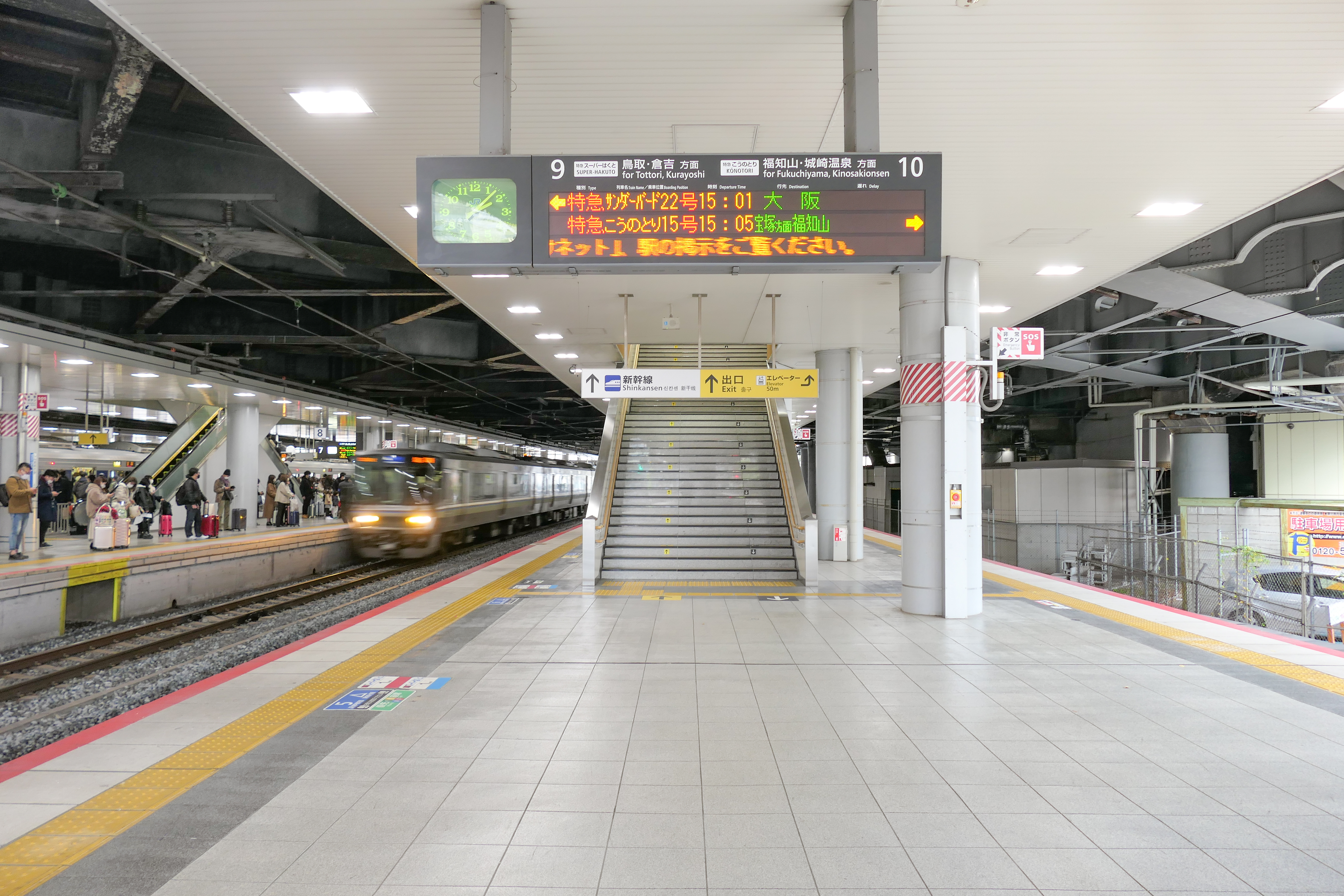
9・10號月台（2021年12月）
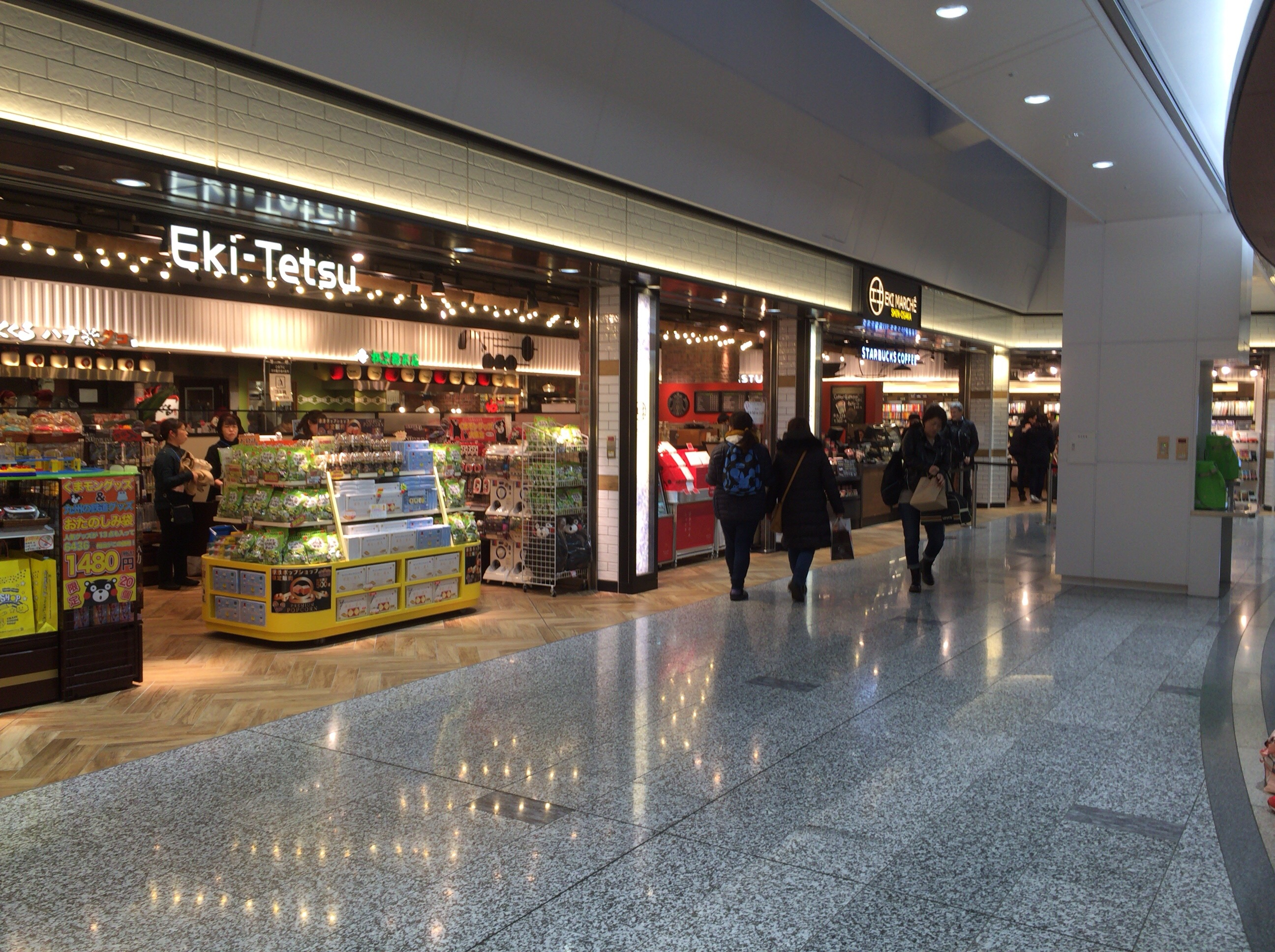
站內商店

##### 月台配置
| 月台  | 路線                                                  | 目的地                       | 備註              |
| ----- | ----------------------------------------------------- | ---------------------------- | ----------------- |
| 1     | JR京都線 特急                                         | 京都方向                     | 經梅田貨物線      |
| 1     | 大阪東線                                              | 放出、久宝寺方向             | 經梅田貨物線      |
| 2     | 紀勢本線 特急「黑潮」                                 | 和歌山、白濱、新宮方向       | 經梅田貨物線      |
| 2     | 大阪東線                                              | 放出、久宝寺方向             | 部分在1號月台發車 |
| 2     | 大阪東線                                              | 大阪方向                     |                   |
| 3     | 關西機場線 關空特急「遙」(HARUKA)                     | 關西機場方向                 | 經梅田貨物線      |
| 3     | 大阪東線                                              | 大阪方向                     | 經梅田貨物線      |
| 4     | 高山本線 特急「飛驒」                                 | 岐阜、下呂、高山方向         |                   |
| 4     | ■ 北陸本線 特急「雷鳥」                               | 福井、金澤、和倉温泉方向     |                   |
| 5、6  | JR京都線                                              | 茨木、高槻、京都方向         | 部分在1號月台發車 |
| 7、8  | JR神戶線                                              | 大阪、尼崎、三宮方向         | 部分在9號月台發車 |
| 7、8  | JR宝塚線（各站停車）                                  | 宝塚、新三田方向             | 主要在7號月台發車 |
| 9、10 | 福知山線、山陰線 特急「東方白鸛」                     | 福知山、城崎温泉、天橋立方向 |                   |
| 9、10 | 山陰線 特急「超級白兔」 （■ 經東海道線、智頭急行線 ） | 大阪、姫路、鳥取、倉吉方向   |                   |

#### 新幹線
新幹線部分是東西向的高架站，由JR東海和JR西日本共同使用，管轄權歸JR東海。設3個島式月台共6線股道及2個側式月台，共5面8線。
月台在四樓。三樓是剪票口，二樓是商店街及地下鐵的剪票口。
站名牌採用JR東海的樣式，但由於是JR東海的東海道、JR西日本的山陽新幹線之境界站，站名牌上沒有印上「JR東海」的標誌。

##### 月台配置
| 月台    | 路線                   | 目的地                     | 備註                                   |
| ------- | ---------------------- | -------------------------- | -------------------------------------- |
| 20 - 22 | 山陽新幹線（JR西日本） | 岡山、博多、鹿兒島中央方向 | 20號月台只限此站始發列車               |
| 23 - 27 | 東海道新幹線（JR東海） | 名古屋、東京方向           | 23、24、27號月台原則上只限此站始發列車 |

### 大阪市高速電氣軌道
御堂筋線在新幹線月台西側直交，新御堂筋正中間的位置，為一個月台島二線股道的高架車站。江坂、千里中央方向呈丫字形折返線，也有開往天王寺方面的電車。

#### 月台配置
| 月台 | 路線     | 目的地                           |
| ---- | -------- | -------------------------------- |
| 1    | 御堂筋線 | 梅田、難波、天王寺、中百舌鳥方向 |
| 2    | 御堂筋線 | 江坂、箕面萱野方向               |

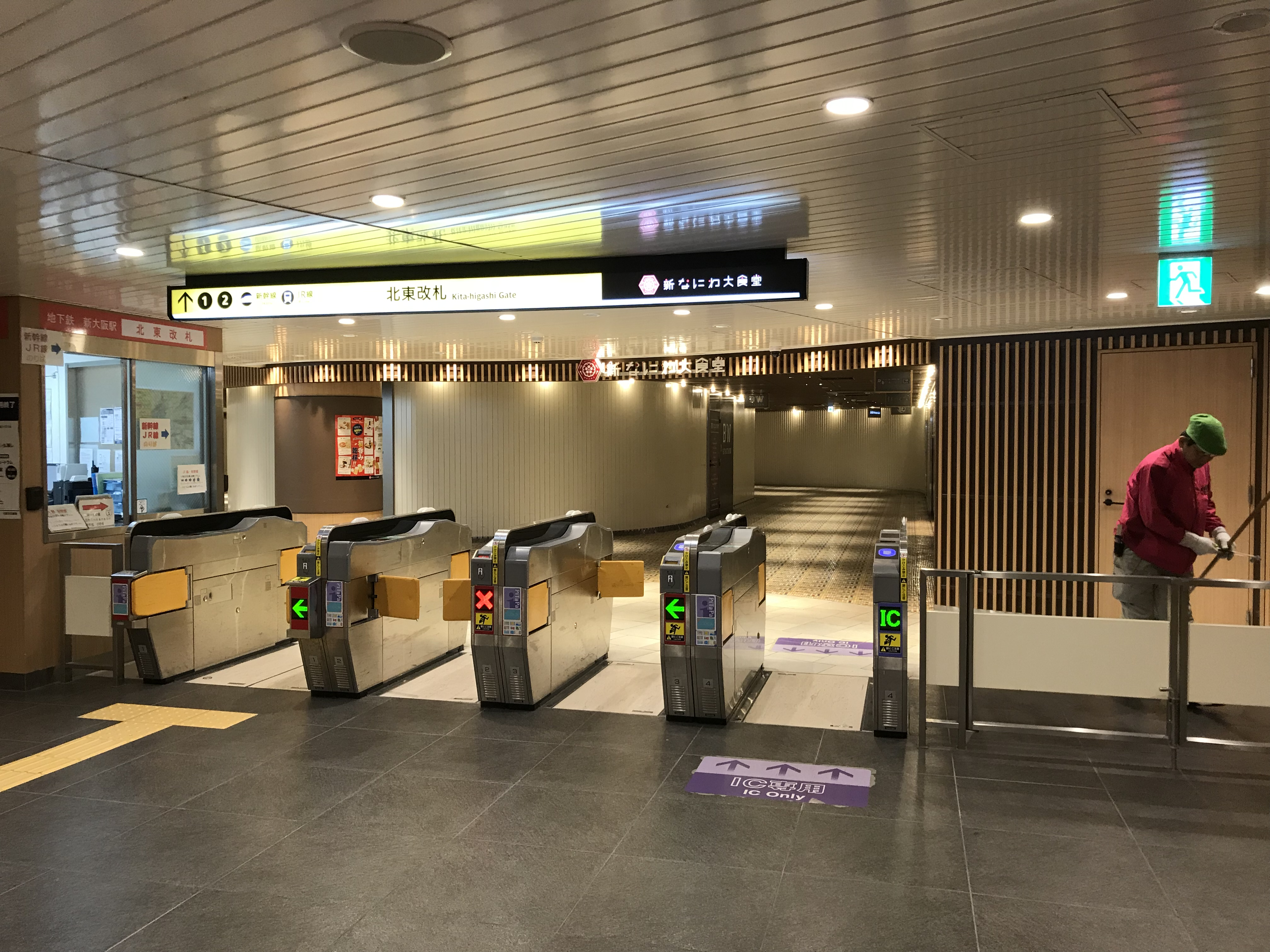
東北閘口（2018年1月14日）
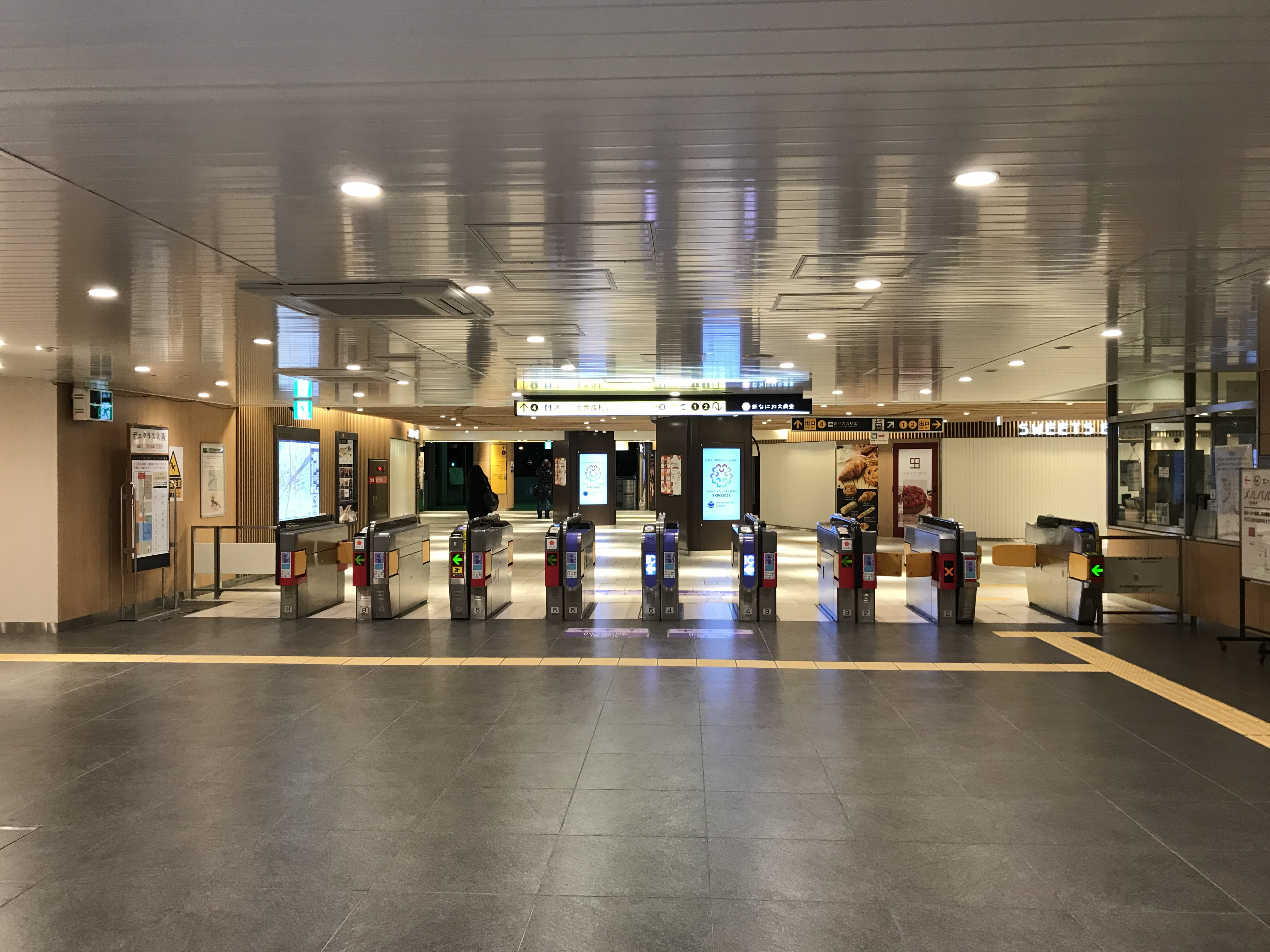
西北閘口（2018年1月14日）
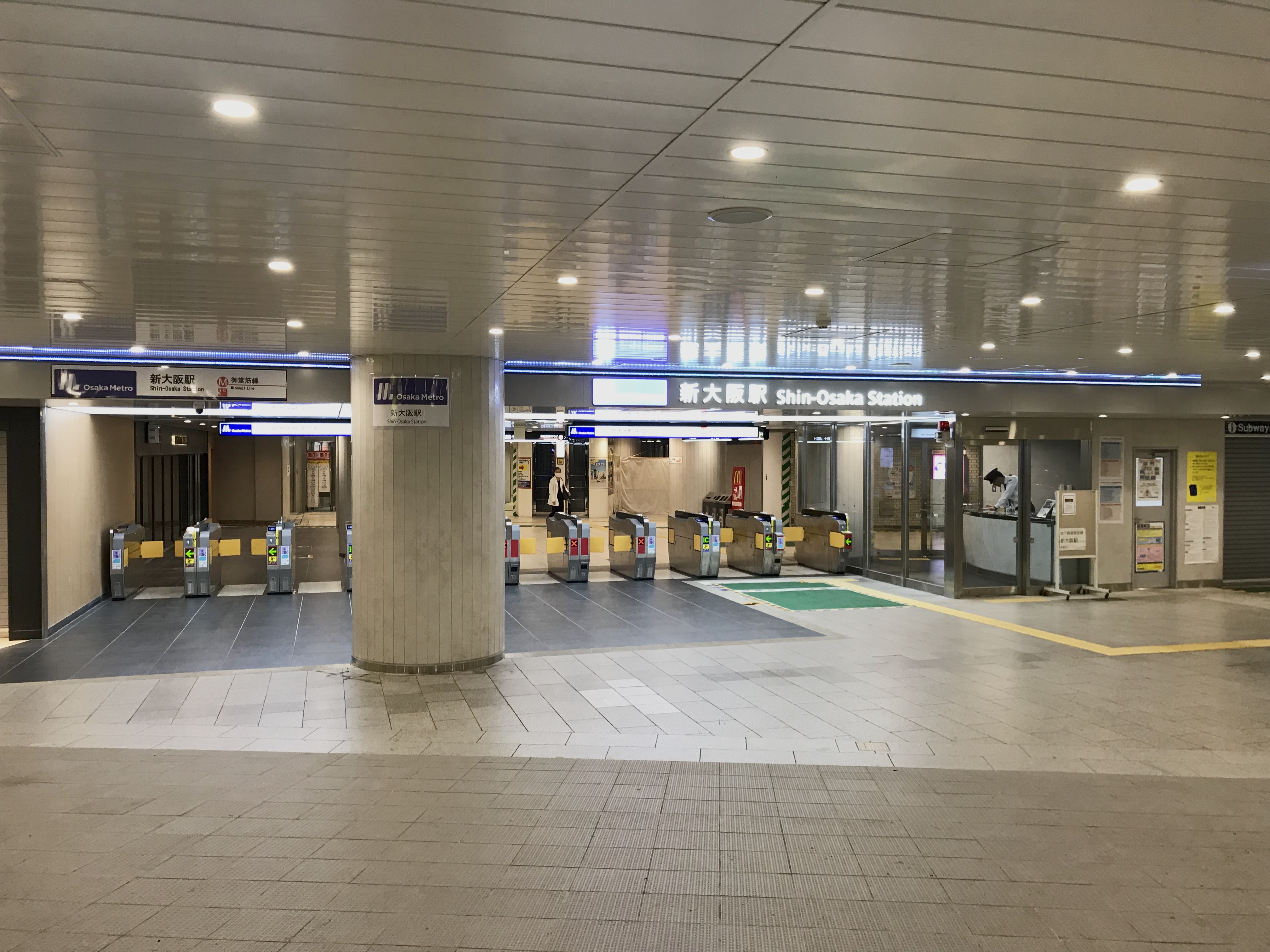
中閘口（2018年10月24日）
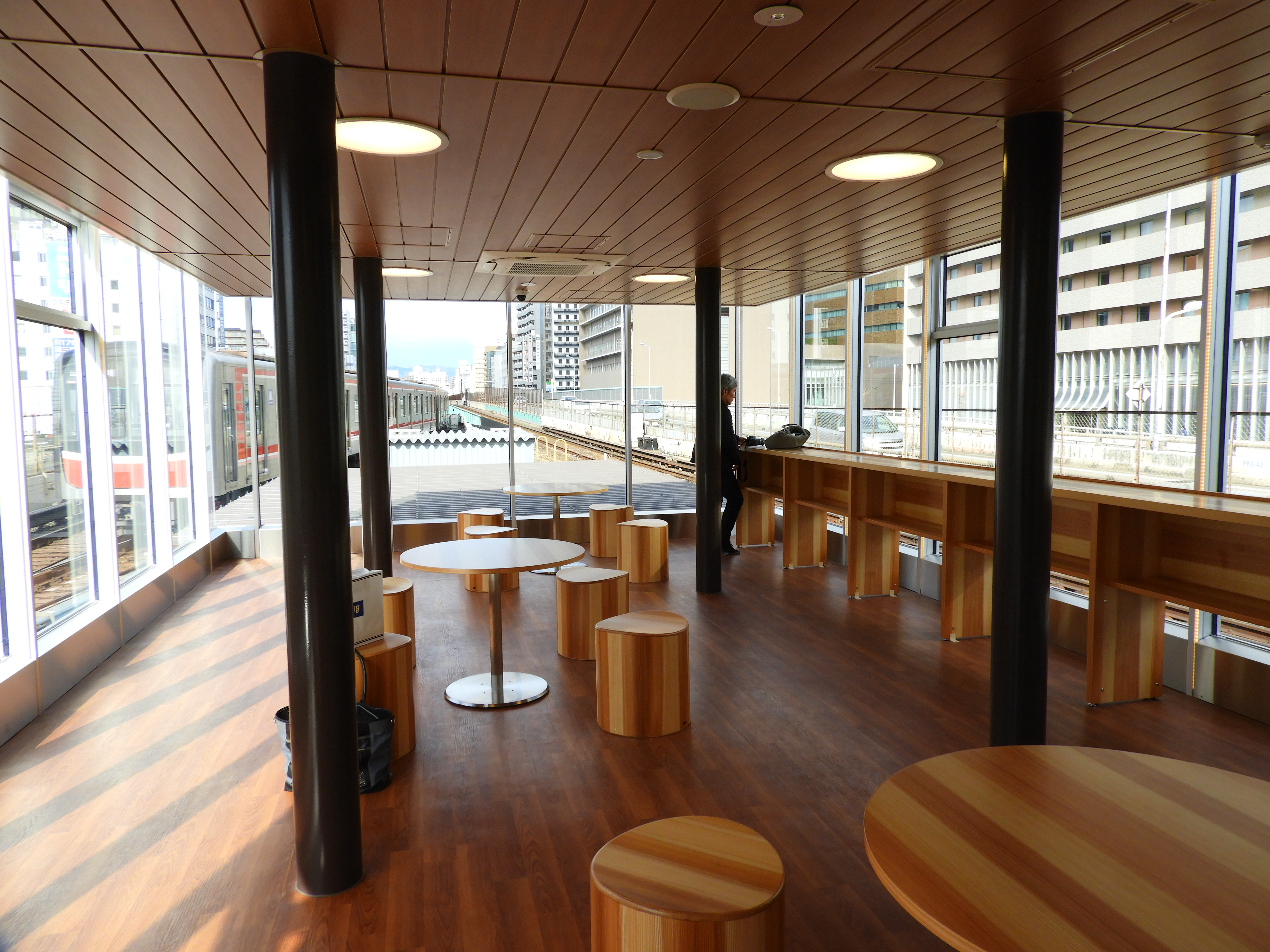
觀看列車地點

## 車站便當
- あげ卷壽司
- 味道樂
- 鰻魚卷
- 大阪壽司
- 活小鯛壽司
- 花音
- かのんかのん
- 赤飯便當
- 鯛壽司
- 浪花御前
- 八角便當
- 花響
- 商務午餐

## 利用狀況
- JR西日本 - 2018年度1日平均上車人次為63,469人[利用客数 1]。
  - JR西日本車站第12位。
- JR東海 - 2018年度1日平均上車人次為84,467人。
  - JR東海車站次於名古屋站、東京站（注意不包括JR東日本的數值）排行第3位。
- 大阪市高速電氣軌道 - 2018年11月13日1日上下車人次為151,478人（上車人次：75,238人，下車人次：76,240人）[利用客数 2]。
  - 該公司車站排行第8位，御堂筋線次於梅田站、難波站、天王寺站、本町站、淀屋橋站、心齋橋站（與四橋站合計）排行第7位。

各年度1日上車、上下車人次數如下表。
- JR資料為1日平均上車人次。
- 大阪市高速電氣軌道資料為基於交通量調查特定1日的上下車、上車人次。

| 年度               | JR西日本 | JR東海   | 大阪市高速電氣軌道 | 大阪市高速電氣軌道 | 大阪市高速電氣軌道 | 來源     |
| 年度               | 1日平均  | 1日平均  | 特定日             | 特定日             | 特定日             | 來源     |
| 年度               | 上車人次 | 上車人次 | 調查日             | 上下車人次         | 上車人次           | 來源     |
| ------------------ | -------- | -------- | ------------------ | ------------------ | ------------------ | -------- |
| 1995年（平成07年） | 43,266   | -        | 2月15日            | 111,312            | 54,111             | [ * 1 ]  |
| 1996年（平成08年） | 43,880   | -        | -                  | -                  | -                  | [ * 2 ]  |
| 1997年（平成09年） | 43,052   | -        | -                  | -                  | -                  | [ * 3 ]  |
| 1998年（平成10年） | 42,244   | -        | 11月10日           | 108,106            | 53,429             | [ * 4 ]  |
| 1999年（平成11年） | 42,137   | -        | -                  | -                  | -                  | [ * 5 ]  |
| 2000年（平成12年） | 42,631   | -        | -                  | -                  | -                  | [ * 6 ]  |
| 2001年（平成13年） | 44,154   | -        | -                  | -                  | -                  | [ * 7 ]  |
| 2002年（平成14年） | 44,509   | -        | -                  | -                  | -                  | [ * 8 ]  |
| 2003年（平成15年） | 44,919   | 63,322   | -                  | -                  | -                  | [ * 9 ]  |
| 2004年（平成16年） | 45,276   | 62,702   | -                  | -                  | -                  | [ * 10 ] |
| 2005年（平成17年） | 45,218   | 64,314   | -                  | -                  | -                  | [ * 11 ] |
| 2006年（平成18年） | 46,437   | 65,467   | -                  | -                  | -                  | [ * 12 ] |
| 2007年（平成19年） | 46,855   | -        | 11月13日           | 132,576            | 65,622             | [ * 13 ] |
| 2008年（平成20年） | 47,365   | -        | 11月11日           | 127,267            | 62,684             | [ * 14 ] |
| 2009年（平成21年） | 46,187   | -        | 11月10日           | 122,131            | 60,883             | [ * 15 ] |
| 2010年（平成22年） | 47,674   | 63,000   | 11月09日           | 122,734            | 60,756             | [ * 16 ] |
| 2011年（平成23年） | 48,407   | 66,000   | 11月08日           | 122,270            | 60,640             | [ * 17 ] |
| 2012年（平成24年） | 49,839   | 69,000   | 11月13日           | 124,995            | 62,337             | [ * 18 ] |
| 2013年（平成25年） | 51,720   | 72,190   | 11月19日           | 128,441            | 63,579             | [ * 19 ] |
| 2014年（平成26年） | 53,150   | 74,000   | 11月11日           | 133,746            | 66,261             | [ * 20 ] |
| 2015年（平成27年） | 55,756   | 78,000   | 11月17日           | 143,021            | 70,602             | [ * 21 ] |
| 2016年（平成28年） | 58,487   | 79,000   | 11月08日           | 139,241            | 69,491             | [ * 22 ] |
| 2017年（平成29年） | 60,751   | 81,863   | 11月14日           | 148,472            | 73,407             | [ * 23 ] |
| 2018年（平成30年） | 63,469   | 84,467   | 11月13日           | 151,478            | 75,238             | [ * 24 ] |

## 相鄰車站
※新幹線與特急、急行列車的停車站參見各列車記事。
東海旅客鐵道（JR東海）
東海道新幹線
京都 －（鳥飼信號場）－新大阪
西日本旅客鐵道（JR西日本）
山陽新幹線
新大阪－新神戶
 JR京都線（東海道本線）
- 特急「雷鳥」「遙」「黑潮」「超級白兔」「飛驒」「琵琶湖特快」停車站、「東方白鸛」到發站

■新快速
高槻（JR-A38）－新大阪（JR-A46）－大阪（JR-A47）
■快速
茨木（JR-A41）－新大阪（JR-A46）－大阪（JR-A47）
■普通
東淀川（JR-A45）－新大阪（JR-A46）－大阪（JR-A47）
 大阪東線
■直通快速
大阪（JR-F01）－新大阪（JR-F02）－放出（JR-F08）
■普通
大阪（JR-F01）－新大阪（JR-F02）－南吹田（JR-F03）
 阪和線直通（途經梅田貨物線）
- 特急「遙」「黑潮」停車站

■快速（只限往和歌山方向運行）、■B快速（只限到站列車）
（貨）吹田貨物總站－新大阪（JR-A46）－（梅田信號場）－（福島（全列車通過））－西九條（JR-O14）
大阪市高速電氣軌道（大阪地下鐵）
 御堂筋線
東三國（M12）－新大阪（M13）－西中島南方（M14）

### 統計資料
JR、地下鐵統計資料
1. ↑  データで見るJR西日本2019PDF
2. ↑  路線別乗降人員（2018年11月13日 交通調査）PDF - Osaka Metro

大阪府統計年鑑
1. ↑  大阪府統計年鑑（平成8年）PDF
2. ↑  大阪府統計年鑑（平成9年）PDF
3. ↑  大阪府統計年鑑（平成10年）PDF
4. ↑  大阪府統計年鑑（平成11年）PDF
5. ↑  大阪府統計年鑑（平成12年）PDF
6. ↑  大阪府統計年鑑（平成13年）PDF
7. ↑  大阪府統計年鑑（平成14年）PDF
8. ↑  大阪府統計年鑑（平成15年）PDF
9. ↑  大阪府統計年鑑（平成16年）PDF
10. ↑  大阪府統計年鑑（平成17年）PDF
11. ↑  大阪府統計年鑑（平成18年）PDF
12. ↑  大阪府統計年鑑（平成19年）PDF
13. ↑  大阪府統計年鑑（平成20年）PDF
14. ↑  大阪府統計年鑑（平成21年）PDF
15. ↑  大阪府統計年鑑（平成22年）PDF
16. ↑  大阪府統計年鑑（平成23年）PDF
17. ↑  大阪府統計年鑑（平成24年）PDF
18. ↑  大阪府統計年鑑（平成25年）PDF
19. ↑  大阪府統計年鑑（平成26年）PDF
20. ↑  大阪府統計年鑑（平成27年）PDF
21. ↑  大阪府統計年鑑（平成28年）PDF
22. ↑  大阪府統計年鑑（平成29年）PDF
23. ↑  大阪府統計年鑑（平成30年）PDF
24. ↑  大阪府統計年鑑（令和元年）PDF

## 外部連結
- 新大阪｜車站資訊：JR出門網 - 西日本旅客鐵道
- 新大阪站 （页面存档备份，存于） - 東海旅客鐵道
- 車站Guide：新大阪 - Osaka Metro

34°44′0.5″N 135°30′1″E / 34.733472°N 135.50028°E